# Melissa Barrera
Melissa Barrera (ur. 4 lipca 1990) – meksykańska aktorka filmowa oraz piosenkarka. Wystąpiła między innymi jako Olvido – główna bohaterka telenoweli Twoja na zawsze. Zagrała też główną rolę w telenoweli Tanto amor.

## Wybrana filmografia
- 2014: Twoja na zawsze jako Olvido Pérez / Olvido Balmaceda Pérez
- 2015: Tanto amor jako Mía González
- 2018: Vida jako Lyn
- 2021: In the Heights jako Vanessa
- 2022: Krzyk jako Sam Carpenter
- 2022: Bed Rest jako Julie Rivers
- 2022: Carmen jako Carmen
- 2022: Oddychaj jako Liv Rivera
- 2023: Krzyk VI jako Sam Carpenter
- 2024: Your monster jako Laura Franco
- 2024: Abigail jako Joey

## Nagrody i nominacje

### TV Adicto Golden Awards
| Rok  | Kategoria               | Telenowela      | Wynik   |
| ---- | ----------------------- | --------------- | ------- |
| 2014 | Najgorsza postać żeńska | Twoja na zawsze | Wygrana |